# Авив парк Звездара
Авив парк Звездара је тржни центар у Београду на Звездари, у улици Живка Давидовића 86.

## О тржном центру
Градила га је јеврејска фирма Авив Арлон, а отворен је 12. новембра 2015. године. Назив је добио по фирми Авив Арлон, а Авив је и први свети мјесец Јевреја (зове се и Нисан), а значи и прољеће, у смислу обнове (по томе се зове и град Тел Авив).
У доњем нивоу је хипермаркет Универекспорта, а горњи нивои имају више локала, кафића... Централни дио, окружен са три стране локалима је трг, на којем је поред башти кафића и фонтана са дјечијим игралиштем. Поред тржног центра су и стамбени објекти исте фирме, Мој Авив, а у близини су: топлана, Источна капија Београда, и окретница трамваја 5, 6, 7 и 14.
Отварању Авив парка Звездара присуствовали су представници Града Београда и Градске општине Звездара, амбасадор Израела у Србији Јосеф Леви, као и директор компаније Авив Арлон Ифтах Алони са менаџментом из Израела. У својим обраћањима, сви су истакли значај овог пројекта и инвестиције, како за сам град Београд, тако и за општину Звездара. Директорка маркетинга компаније Данка Гладовић рекла је да је основна намјера компаније да се становницима Звездаре, Коњарника, па чак и оближњих приградских насеља пружи добра понуду за куповину на једном мјесту за цијелу породицу.
На церемонији свечаног отварања Авив парка, директору Клиничко-болничког центра Звездара уручена је донација компаније – апарат за скрининг слуха код новорођенчади. Авив парк отворио је своја врата посјетиоцима већ у 10 часова, а током цијелог дана у многим радњама новог тржног центра важили су бројни попусти. Најмлађи посјетиоци имали су посебна изненађења и забаву, а у вечерњим часовима за све госте организован је бесплатни концерт Александре Радовић. То је трећи пројекат израелске компаније Авив Арлон у Србији, вредан око 15 милиона евра. Авив парк Звездара се простире на површини од једног хектара. Изграђен је на пет нивоа, са укупном бруто површином од 13.000 квадратних метара, од чега 11.500 заузима малопродајни простор. Посјетиоцима је на располагању 270 паркинг мјеста.
Захваљујући Авив парку Звездара, отворено је око 250 нових радних мјеста, највише у секторима трговине и одржавања. Осим хипермаркета Универекспорт, који заузима 2.500 квадратних метара, ту су и радње са гардеробом, електроником, кућним декором, обућом, дјечије продавнице, ресторани, играоница, услужне дјелатности и слично.
У том дијелу Београда, до изградње Авива, није постојао ниједан тржни центар, иако је то најнасељенија општина престонице, што је и био основни разлог за изградњу на том мјесту. Локација је добро повезана са свим дијеловима града, а многобројне линије градског саобраћаја које воде из различитих дијелова града до Устаничке, али и Булевара краља Александра, су велика предност и један од мотива за инвестицију компаније Авив Арлон.
Израелска компанија Авив Арлон је на тржиште Србије увела концепт ритејл паркова, односно, отворених малопродајних центара. Њихова прва инвестиција, Авив парк у Панчеву, отворен је 2011. године. Зрењанин је добио свој Авив парк вриједан 30 милиона евра, 29. октобра 2015. године.